# Would You Rather
Would You Rather is een Amerikaanse thriller-horrorfilm uit 2012 onder regie van David Guy Levy.

## Verhaal
De alleenstaande Iris (Brittany Snow) heeft het financieel niet breed, maar probeert desondanks zo goed mogelijk voor haar bij haar inwonende broer Raleigh (Logan Miller) te zorgen. Raleigh heeft vergevorderde leukemie en zit ernstig verlegen om een beenmergtransplantatie, maar zijn zus en hij hebben geen geld voor behandeling.
In het ziekenhuis stelt Dr. Barden (Lawrence Gilliard Jr.) Iris voor aan Shepard Lambrick (Jeffrey Combs), de steenrijke eigenaar van een liefdadigheidsinstelling. Hij nodigt haar uit voor een etentje en een daaropvolgend, niet nader uitgelegd spel. Als ze dat wint, betaalt Lambrick Raleighs behandeling én zorgt hij dat die binnen een week een beenmergtransplantatie krijgt. Iris heeft haar bedenkingen bij het vage voorstel en gooit Lambricks kaartje in eerste instantie in de vuilnisbak. Wanneer ze later die dag een telefoontje krijgt met teleurstellend nieuws over haar laatste sollicitatie, gaat ze niettemin toch naar het etentje.
Bij het diner blijken naast Iris, Lambrick en Lambricks zoon Julian (Robin Taylor) nog zeven andere gasten aanwezig. Zij zijn uitgenodigd op dezelfde voorwaarden als Iris en vormen de andere deelnemers aan het spel. Dat dit niet aangenaam zal zijn, blijkt al tijdens het etentje. Lambricks geeft Iris daarin de kans om $10.000,- te verdienen door het vlees op haar bord op te eten, terwijl ze vegetariër is. Tafelgenoot Conway (John Heard) kan $50.000,- winnen door een fles whiskey leeg te drinken, terwijl hij een voormalig alcoholist is. Ze kiezen niettemin allebei voor het geld.
Na het eten legt Lambrick uit dat het spel dat ze gaan spelen Would You Rather heet. Het komt erop neer dat de speler die aan de beurt is telkens binnen een bepaalde tijdslimiet moet kiezen tussen twee door Lambrick voorgestelde opdrachten. Weigeren mag niet en leidt tot eliminatie uit het spel. Niet voldoen aan een gekozen opdracht, betekent ook uitschakeling. Dit gaat net zo lang door tot er één winnaar is. Wie niet deel wil nemen, mag nog opstappen vóór het spel begint. Iedereen blijft.
Dan rijdt Lambricks assistent Bevans (Jonny Coyne) een apparaat binnen dat dient om elektrische schokken toe te dienen. Conway staat verontwaardigd op en wil alsnog gaan, maar vertrekken is geen optie meer, legt Lambrick uit. Conway probeert toch te gaan en wordt ter plekke doodgeschoten. De ernst van de situatie en consequentie van weigering is iedereen daarmee meteen duidelijk. De zeven overgebleven spelers krijgen ieder de keuze óf zichzelf een zware elektrisch schok toe te dienen, óf de persoon naast hem of haar. Het blijkt nog maar het begin te zijn van een reeks Would You Rather-keuzes die steeds pijnlijker, sadistischer en levensbedreigender worden.

## Rolverdeling
- Brittany Snow - Iris
- Jeffrey Combs - Shepard Lambrick
- Jonny Coyne - Bevans
- Lawrence Gilliard Jr. - Dr. Barden
- Enver Gjokaj - Lucas
- Sasha Grey - Amy
- John Heard - Conway
- Charlie Hofheimer - Travis
- Logan Miller - Raleigh
- June Squibb - Linda
- Eddie Steeples - Cal
- Robin Lord Taylor - Julian
- Robb Wells - Peter